# Arabella
För andra betydelser, se Arabella (olika betydelser).

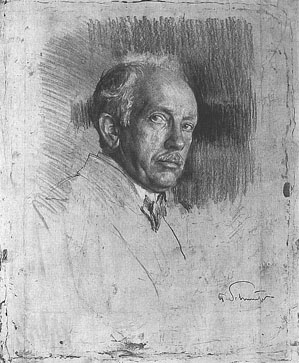
Richard Strauss

Arabella är en tysk opera (lyrisk komedi) i tre akter med musik av Richard Strauss och med libretto av Hugo von Hofmannsthal från 1933. Arabella blev Strauss och von Hofmannsthals sjätte och sista operasamarbete.

## Historia
Redan i september 1922, då Strauss höll på att komponera operan Intermezzo, nämnde han i ett brev till sin librettist Hugo von Hofmannsthal att han kände för att göra en ny Rosenkavaljeren. Inte förrän deras opera Die ägyptische Helena nästan var klar återkom de till ämnet igen. 
I ett brev till Strauss 1 oktober 1927 nämner von Hofmannsthal att han sedan två år tillbaka har skrivit på en ofullbordad komedi, Der Fiaker als Graf (Droskköraren som greve) och att han först nu noterat likheterna med Rosenkavaljeren då båda handlingarna kretsar kring en attraktiv kvinna i Wien. I november återkom von Hofmannsthal till ämnet och hade då kombinerat historien om droskköraren med en annan av sina pjäser, Lucidor, från 1909 om en rik godsägare från Kroatien. Det hela räknade han med att få ihop till en opera i tre akter, kanske en operett till och med. Strauss tvivlade på att det skulle fungera att blanda in en kroat i handlingen, dessutom ansåg han att handlingen saknade en intressant kvinnlig karaktär. von Hofmannsthal höll med om detta men påpekade att operans namn skulle vara Arabella och att hon var huvudrollen och inte kroaten. Strauss började studera sydslaviska folksånger för att få den rätta inspirationen till sin musik men då von Hofmannsthal hörde detta blev han förskräckt. Det kunde inte bli tal om några kroatiska danser i hans libretto. Allt måste vara autentiskt. 
Strauss hade svårt att få inspiration till akt 1 då karaktärerna i texten "inte intresserar mig alls", minst av allt huvudrollen Arabella som inte genomgick någon utveckling alls genom operan. För en gångs skull skrev von Hofmannsthal om texten utan att komma med några invändningar eller rättelser. 

### von Hofmannsthals död
Den 14 juli 1929 skrev Strauss till von Hofmannsthal och berömde honom för den slutgiltiga texten han hade fått per post fyra dagar tidigare. von Hofmannsthal öppnade aldrig brevet. Den 15 juli då han var på väg till sin sons begravning (han hade skjutit sig 13 juli), fick han ett slaganfall, kollapsade och dog. Strauss tog nyheten hårt och orkade inte närvara vid hans begravning, utan sände sin fru och son i sitt ställe. För att hedra sin kollega satte han omedelbart igång med att komponera utan att ändra ett ord av vördnad för von Hofmannsthals text. Hela verket var inte klart förrän 12 oktober 1932. Det hade tagit avsevärt längre än någon av hans tidigare operor men han sa:
Det är ingen brådska. Innan folk ens har förstått hälften av Die Frau ohne Schatten, Intermezzo och Die ägyptische Helena behöver de inte höra något annat.

## Premiär

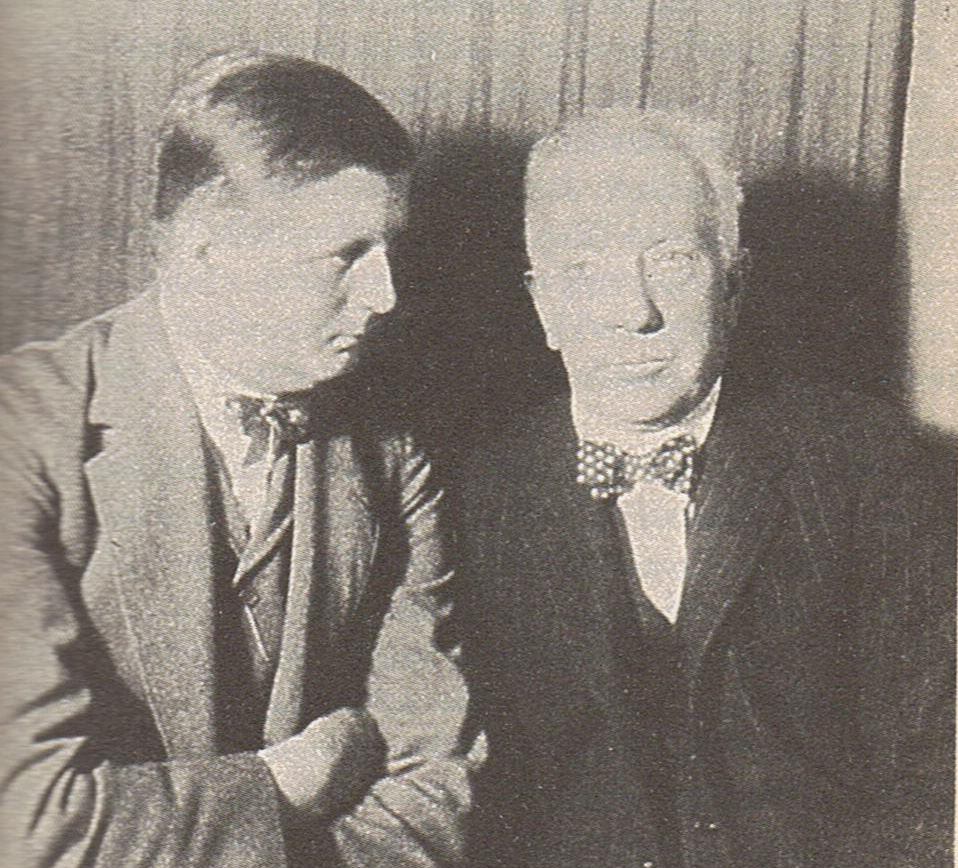
Fritz Busch och Richard Strauss.

Strauss ville att Fritz Busch skulle dirigera premiären (operan tillägnades Busch och Alfred Reucker, intendent på Dresdenoperan) men på grund av Buschs kritik av Dresdens Brunskjortor tvingades han bort från sina musikaliska åtaganden och emigrerade till England. Busch skulle senare dirigera operan i Buenos Aires. Strauss protesterade och hotade med att dra tillbaka premiären från Dresden och vända sig till någon annan. Men enligt kontraktet skulle operan uppföras i Dresden och Strauss lät sig övertalas att låta Clemens Krauss dirigera. Rollen som Arabella sjöngs av Viorica Ursuleac och operan uruppfördes den 1 juli 1933 vid Sächsisches Staatstheater i Dresden. Den 1 oktober hade operan premiär både i Wien och Berlin. Det var den första Strausspremiären som sändes över alla tyska radiostationer, förutom alla utländska. Ursuleac sjöng i Berlin under ledning av Wilhelm Furtwängler och i Wien dirigerade Krauss sopranen Lotte Lehmann som Arabella. Hans Knappertsbusch var angelägen om att få dirigera operan i München men Strauss tyckte inte att sångarna där motsvarade hans förväntningar. Vid premiären på Ungerska statsoperan i Budapest i januari 1935 var Georg Solti repetitör.
Trots att operan var en succé i både Tyskland och Österrike togs den inte väl emot i varken England (1934) eller USA (1955). I Paris sattes den inte upp förrän 1981. De flesta kritiker ansåg den som en sämre version av Rosenkavaljeren och en Strauss som upprepade sig själv.

### Den svenska premiären
Den svenska premiären ägde rum på Kungliga Teatern i Stockholm den 30 december 1933. För regin stod Harald André och scenograf var John Jon-And. Herbert Sandberg var översättare och dirigent. I rollerna sjöng Helga Görlin (Arabella), Einar Larsson (Mandryka), Emile Stiebel (Greve Waldner), Irma Björck (Adelaide), Stella Andreva (Zdenka), Einar Beyron (Matteo) och Jussi Björling (Elemer) (i en av sina första roller). 
I Stockholms-Tidningen skrev Kurt Atterberg om den "miserabla översättningen" vilket drog ner helhetsintrycket. Atterberg hade aldrig "värmts" av Strauss musik, än mindre denna gång, men han erkände gärna Strauss mästerligt manipulerande musik. Det stora bifallet efter operan slut tolkade han som en hyllning åt sångarna och orkestern.  Curt Berg i Dagens Nyheter använde ord som "falskt patos" och "tomt pladder" för att beteckna Strauss musik som endast "tack vare sina stundtals upplivande injektioner av flödande musik, av förvånande hög kvalitet, överlevde operan ut". Vad gällde Sandbergs översättning kallade Berg det för "skandalöst uselt" och "rena språkdårhuset". 
Moses Pergament i Svenska Dagbladet konstaterade att "Strauss musikaliska utvecklingslinje hade nått en beklaglig nedgång. Han har förvandlats till ett berg, som föder råttor."  Aftonbladets recensent Gösta Rybrant skrev:
Kungliga teatern brukar iaktta en viss passande tveksamhet då det gäller att introducera nyheter. Först efter en betänketid av ibland fem, ibland femton och ibland femtio år brukar man med en flott gest lägga fram ett nytt verk och presentera det som det sista skriket i operavärlden. Skriket brukar vid det laget ha förlorat åtskilligt av sin fraicheur. I går hände i alla fall det märkliga att man riktade repertoaren med ett verk som hade sin urpremiär bara för ett knappt halvår sedan, nämligen Strauss' Arabella, som sålunda ägde åtminstone nyhetens behag. Nu var det ju det tråkiga med den att den egentligen inte ägde några andra behag så i detta fall hade det kanske passat med något av den traditionella tveksamheten. För Arabella var faktiskt inte så värst rolig.
Rybrant avstod från att referera handlingen med motiveringen:
...ty tidningen måste - hur löjligt det än låter - ha plats för en del nyheter även dagen efter en Strausspremiär.
och tyckte att Strauss hade gjort "musikaliskt kallprat" till en platt och poesilös dialog. Verket som helhet tyckte han var "senilt". Dirigenten fick godkänt medan scenografin avfärdades med orden "Dekorationerna=tre tråkiga interiörer". Arabella framfördes sex gånger.
Den sattes upp på Göteborgsoperan med premiär den 25 november 2006.

## Fiakerbalen

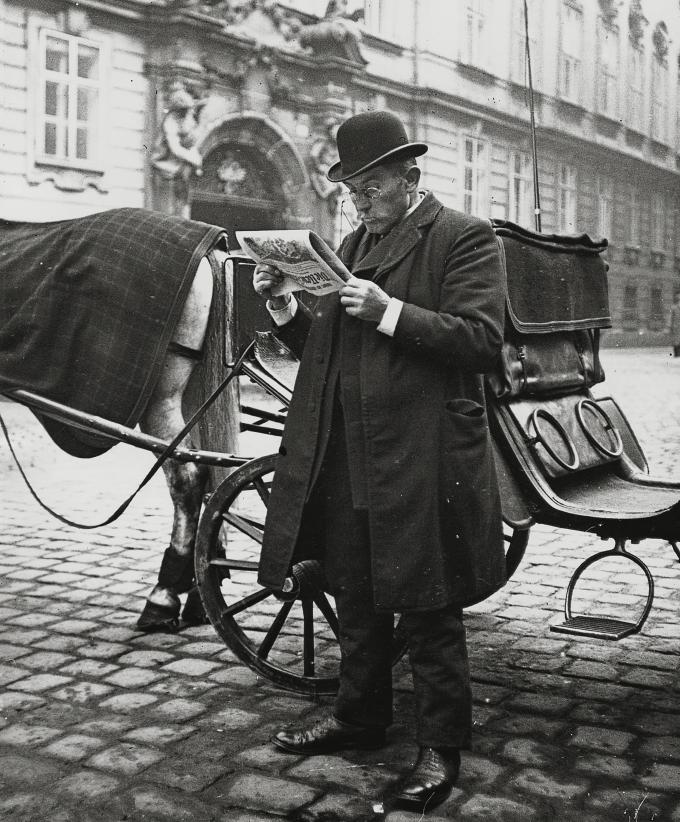
En droskkusk vid sin fiaker i Wien ca 1905

Den första fiakerbalen ägde rum under kejsar Josef II:s epok, år 1787, samma år som Mozarts opera Don Giovanni tillkom (en opera, där det för övrigt också förekommer en anmärkningsvärd bal). Balen ägde först rum i förstaden och ryckte sedan allt närmare in i Wiens centrum. Till sist fann fiakerbalen en plats i "Blomstersalen" på Sperl Hotel, en elegant lokal på Ringstraße i Leopolddistriktet, och hölls alltid på askonsdagen under karnevalstiden (Fasching). Som populärast vad fiakerbalerna mellan 1880 och 1900. De här balerna besöktes av alla folkskikt. Även adelsmännen visade sig gärna här festklädda och i ordnar, men utan sina fruar, och blandade sig med fiakerförarna och deras familjer. 
En särskild dragningskraft hade naturligtvis musiken: vals, visor, kupletter, marscher och sedan vals igen. Efter 1880 framträdde den berömda Schrammelkvartetten på balerna. En ung flicka valdes till karnevalsdrottning och det hela övervakades av en kvinnlig maskot vid namn Fiakermilli. En av de mest kända fiakermilli var Emilie Turecek (1846-99), en folksångerska som blev så känd för sina Wienvisor att det i Wien utvecklades en regelrätt "Millikult". Strauss kände inte till Fiakermilli så noga. Han trodde till en början att hon var en joddlerska och senare att hon var en "manhaftig kvinna i kragstövlar" (Fiakermilli framträdde faktiskt i höga stövlar och i kortbyxor med en husarmössa och käpp). I operan kräver den här rollen en virtuos koloratursopran. Hennes parti går upp till höga D. Hon sjunger oavbrutet i det höga sopranregistret och imiterar joddlingen.

## Personer
| Roller                                                                                  | Stämma          | Rollbesättning vid premiären 1 juli 1933 Dirigent: Clemens Krauss | Rollbesättning vid svenska premiären 30 december 1933 Dirigent: Herbert Sandberg |
| --------------------------------------------------------------------------------------- | --------------- | ----------------------------------------------------------------- | -------------------------------------------------------------------------------- |
| Greve Waldner                                                                           | Bas             | Friedrich Plaschke                                                | Emile Stiebel                                                                    |
| Adelaide, hans hustru                                                                   | Mezzosopran     | Camilla Kallab                                                    | Irma Björck                                                                      |
| Arabella, deras dotter                                                                  | Sopran          | Viorica Ursuelac                                                  | Helga Görlin                                                                     |
| Zdenka, hennes syster                                                                   | Sopran          | Margit Bokor                                                      | Stella Andreva                                                                   |
| Mandryka, godsägare från Valakiet                                                       | Baryton         | Alfred Jerger                                                     | Einar Larsson                                                                    |
| Matteo, jägarofficer                                                                    | Tenor           | Martin Kremer                                                     | Einar Beyron                                                                     |
| Greve Elemer                                                                            | Tenor           | Karl Albrecht Streib                                              | Jussi Björling                                                                   |
| Greve Dominik                                                                           | Baryton         | Kurt Böhme                                                        | Sven Herdenberg                                                                  |
| Greve Lamoral                                                                           | Bas             | Arno Schellenberg                                                 | Leon Björker                                                                     |
| Fiakermilli                                                                             | Koloratursopran | Ellice Illiard                                                    | Astrid Ohlson                                                                    |
| En spågumma                                                                             | Sopran          | Jessyka Koettrik                                                  | Göta Allard                                                                      |
| Mandrykas betjänter Welko, Djura och Jankel                                             | Talroller       | Robert Büssel Robert Schmalnauer Horst Falke                      | Folke Cembræus Folke Rydberg Linné Rydh                                          |
| En hovmästare                                                                           | Talroll         | Ludwig Eybich                                                     | Gösta Bäckelin                                                                   |
| Arabellas förkläde, tre kortspelare, en läkare, fiaker, balgäster, hotellgäster, kypare | kör             |                                                                   |                                                                                  |

## Handling
Speltid: ca 2 timmar 30 minuter

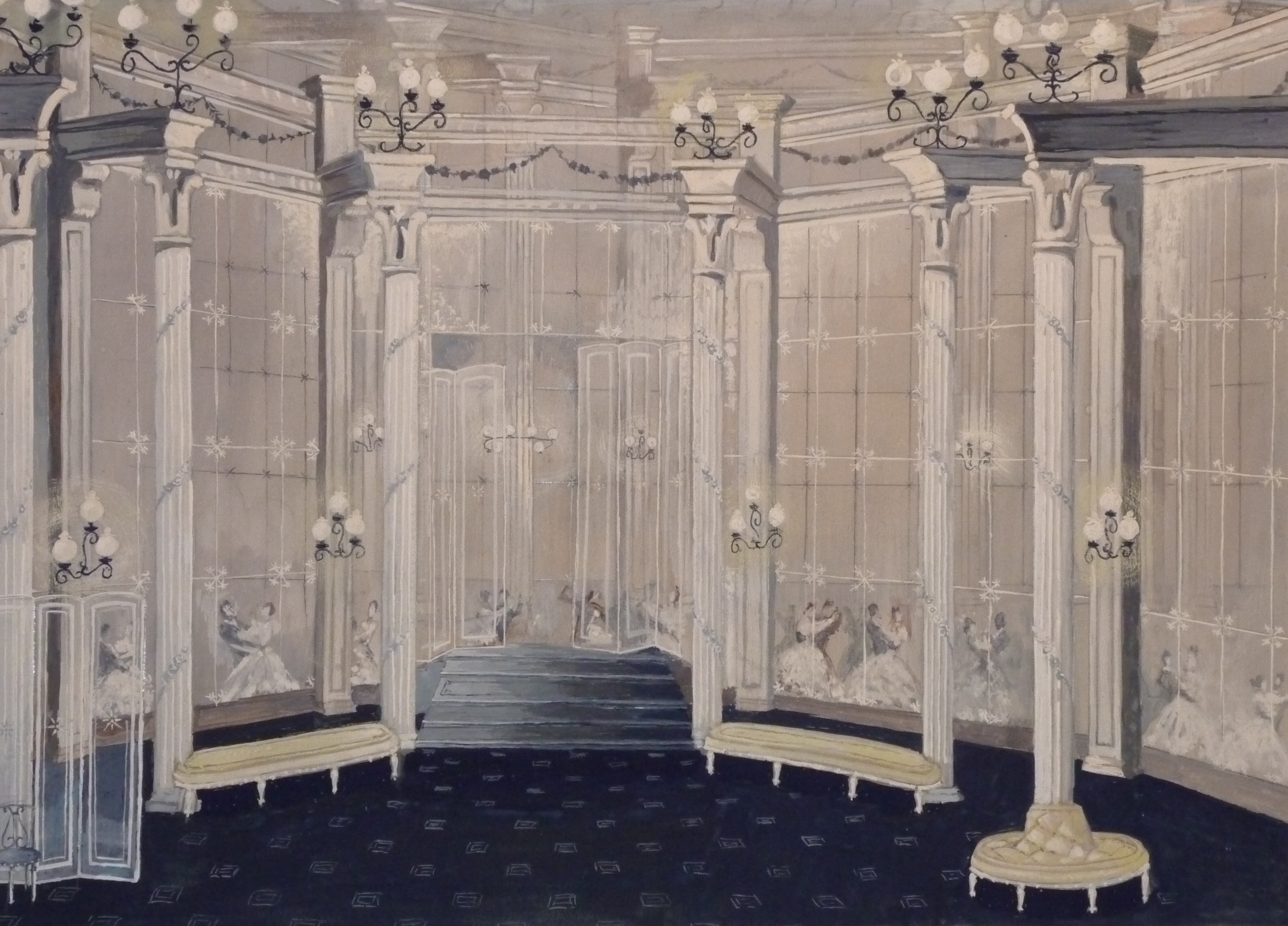
Scenbild till Arabella från München 1952

Handlingen utspelar sig i Wien år 1860 och kretsar kring "Fiakerbalen".
Akt I
Den skuldsatte greve Waldner bor på ett hotell i Wien med sin hustru Adelaide och deras båda döttrar Arabella och Zdenka, men eftersom han inter har råd att presentera de två systrarna i Wiens sällskapsliv har han låtit den yngsta gå i pojkkläder under namnet Zdenko. Adelaide har skickat bud efter en spåkvinna som ska rådfråga korten om Arabellas chanser till äktenskap och hon ser en främling, en officer och en annan dotter som utgör en allvarlig fara. Adelaide avslöjar att Zdenka är den andra dottern men denna bedyrar att hon älskar sin storasyster och aldrig skulle göra något som kan skada henne. Då Adelaide och spåkvinnan har gått in i det andra rummet kommer den unge officeren Matteo, som är djupt förälskad i Arabella, och söker hjälp hos Zdenka. Hon lovar att skaffa honom ett brev från Arabella så som hon har gjort tidigare men i själva verket skriver hon själv breven för att glädja Matteo som hon är kär i. Då Arabella kommer hem från en promenad på Ringstraße försöker Zdenka övertyga henne om att Matteo blir den bäste tänkbare äkta man åt henne, men Arabella förklarar lugnt att han inte är den rätte för henne. När hon en gång träffar den rätte kommer hon att förstå det genast ("Aber der Richtige"). Bjällerklang nere på gatan varslar om att greve Elemer är på väg och Zdenka fruktar att systern kommer att säga ja till hans frieri vilket kan betyda att Matteo tar sitt liv. Arabella berättar för Zdenka om en främling som gjorde stort intryck på henne då de sågs på gatan samma förmiddag. Elemer kommer för att ta med Arabella på en slädtur men till hans förtrytelse envisas hon med att Zdenka ska följa med. Greve Waldner har spelat bort sin hustrus sista smycken i ett desperat försök att skaffa pengar och hans allra sista hopp tycks nu också blekna. Han har skrivit till en stenrik gammal regementskamrat och lagt med Arabellas porträtt i hopp om att vännen ska komma till Wien och gifta sig med henne. I detsamma bultar det på dörren och en betjänt anmäler herr von Mandryka. Han är brorson till den döde regementskamraten och därför tillåtit sig att öppna brevet med Arabellas bild. Han har genast förälskat sig i den sköna och rest till huvudstaden för att anhålla om hennes hand. Greve Waldner är överlycklig, särskilt därför att Mandryka ber sin blivande svärfar att ta för sig i hans späckade plånbok. Mandryka vill dock vänta till längre fram med att föreställas för Arabella själv och tar avsked, medan Waldner, som nu åter har pengar på fickan, vill ut och pröva spellyckan. Arabella har gjort sig färdig för slädturen men kan inte glömma främlingen ("Mein Elemer"). Samma kväll på Fiakerbalen blir hon balens drottning men sedan måste hon bestämma sig.
Akt II
På balen presenteras Mandryka för Arabella. Han visar sig vara den främling som gjort så djupt intryck på henne. Han berättar om sitt liv för henne och hon förstår genast att han är den rätte för henne ("Und du wirst mein Gebieter sein"). De förlovar sig men Arabella ber om lov att stanna kvar och ta farväl av sin flicktid. Hon förs bort av sina beundrare och den vackra Fiakermilli, som hyllar henne som bakens drottning, och Mandryka bjuder alla på champagne. Då hon har dansat med alla sina tre friare, Elemer, Lamoral och Dominik, beger hon sig hem. Matteo har sett vad som har hänt och vill i sin förtvivlan begå självmord, men Zdenka ger honom i all hast en nyckel som hon säger går till Arabellas rum. Olyckligtvis har Mandryka hört vad de har sagt till varandra och då han inte kan hitta Arabella i balsalen utan i stället får en biljett där hon säger att hon har farit hem, kastar han sig i vrede och desperation över Fiakermilli. Greve Waldner förstår inte varför han uppträder på detta sätt och fordrar att Mandryka följer med till hotellet och klarar upp missförståndet.
Akt III
I hotellets vestibul drömmer Arabella fortfarande om mötet med Mandryka, då Matteo kommer ut från det rum där han tror att han ska träffa henne. Ömsesidiga missförstånd leder till häftig ordväxling mellan dem, och då Waldner och Mandryka kommer tillbaka till hotellet och Mandryka i Matteo känner igen mannen med nyckeln, utmanar han honom på duell. Arabella försöker vädja till Mandryka, men han vägrar att tro på hennes försäkringar om att hon är oskyldig. Först då Zdenka kommer rusande nedför trappan i negligé och erkänner att det var henne Matteo skulle träffa i tron att det var Arabella, reder alla förvecklingar ut sig. Zdenka får sin Matteo, och efter en kort betänketid förlåter Arabella Mandryka och ger honom efter seden i hans hembygd ett glas vatten till tecken på att de är förlovade.

## Orkesterbesättning
- Träblåsinstrument

2 tvärflöjter, piccoloflöjt, 2 oboer, Engelskt horn, 3 klarinetter, basklarinett, 3 fagotter, kontrafagott
- Bleckblåsinstrument

4 horn, 3 trumpeter, 3 tromboner, tuba
- Slagverk

Pukor
- Stråkar

Harpa, 16 Violiner I, 16 Violin II, 10 Viola, 10 Cello, 8 Kontrabasar

## Diskografi (urval)
| År   | Roller (Arabella, Zdenka, Mandryka)                               | Dirigent, Operahus och orkester                | Skivmärke                                  |
| ---- | ----------------------------------------------------------------- | ---------------------------------------------- | ------------------------------------------ |
| 1942 | Viorica Ursuleac, Trude Eipperle, Hans Reinmar                    | Clemens Krauss, Salzburger Festspiele (live)   | Audio CD: Opera Depot Cat: OD 11496-2      |
| 1947 | Maria Reining, Lisa della Casa, Hans Hotter                       | Karl Böhm, Wiener Filharmonikerna              | Audio CD: DG Cat: 445 342-2                |
| 1953 | Lisa della Casa, Elfride Trötschel, Hermann Uhde                  | Rudolf Kempe, Bayerska statsorkestern          | Audio CD: Testament Cat: SBT2 1367         |
| 1955 | Eleanor Steber, Hilde Güden, George London                        | Rudolf Kempe, Metropolitan Opera               | Audio CD: Andromeda Cat: ANDRCD 5013       |
| 1957 | Lisa della Casa, Hilde Güden, George London                       | Georg Solti, Wiener Filharmonikerna            | Audio CD: Decca Cat: 478 1400              |
| 1958 | Lisa della Casa, Anneliese Rothenberger, Dietrich Fischer-Dieskau | Joseph Keilberth, Wiener Filharmonikerna       | Audio CD: Orfeo Cat: C651053D              |
| 1963 | Lisa della Casa, Anneliese Rothenberger, Dietrich Fischer-Dieskau | Joseph Keilberth, Bayerska statsorkestern      | Audio CD: DG Cat: 477 5625                 |
| 1977 | Julia Varady, Edith Mathis, Dietrich Fischer-Dieskau              | Wolfgang Sawallisch, Bayerska statsorkestern   | Audio CD: Golden Melodram Cat: 3.0046-2    |
| 1977 | Gundula Janowitz, Sona Ghazarian, Bernd Weikl                     | Georg Solti, Wiener Filharmonikerna            | DVD: Decca Cat: B0011WMWX4                 |
| 1981 | Julia Varady, Helen Donath, Dietrich Fischer-Dieskau              | Wolfgang Sawallisch, Bayerska statsorkestern   | Audio CD: Orfeo Cat: C169882H              |
| 1984 | Ashley Putnam, Gianna Rolandi, John Bröcheler                     | Bernard Haitink, London Philharmonic Orchestra | DVD: Warner Music Vision Cat: 0630-16912-2 |
| 1986 | Kiri te Kanawa, Gabriele Fontana, Franz Grundheber                | Jeffrey Tate, Covent Garden-operan             | Audio CD: Decca Cat: 417 623-2             |
| 1994 | Kiri te Kanawa, Marie McLaughlin, Wolfgang Brendel                | Christian Thielemann, Metropolitan Opera       | DVD: DG Cat: 073 005-9                     |
| 2008 | Renée Fleming, Julia Kleiter, Morten Frank Larsen                 | Franz Welser-Möst, Opernhaus Zürich Orchestra  | DVD: Decca Cat: 074 3263; 11380 (USA)      |
| 2015 | Jacquelyn Wagner, Agneta Eichenholz, James Rutherford             | Marc Albrecht, Holländska symfoniorkestern.    | Audio CD (live) ChallengeClassics CC 72686 |